# Калленберг (замок)
Калленберг (нем. Callenberg) — замок, охотничий домик и летняя резиденция герцогов Саксен-Кобург-Гота около Кобурга в Баварии. Построен в неоготическом стиле и считается одним из важных памятников архитектуры. Замок расположен на лесистом холме в кобургском районе Бейерсдорф, на северо-западе, в шести километрах от центра города. По своему типу относиться к замкам на вершине.

## История

### Ранний период
В 1122 году впервые упоминается расположенное на этом месте укрепление Халвинберх. В то время, вероятно, это был уже семейный замок имперских рыцарей Калленберг. В последующие два столетия укрепление несколько раз переходило из рук в руки.  
Сначала замок продал Ульрих фон Калленберг. С 1231 года он принадлежал епархии Вюрцбурга. Затем его приобрели графы Хеннеберг, а в 1317 году передали его семье Штернберга в феод. Семья фон Штернбергов сохранила владение и после того, как владения Хеннебергов перешли к Веттинам в 1353 году.  
Здания Калленберг и окружающие его земли до сегодняшнего дня остаются во владении Веттинов. Однако из-за сложных разветвлений рода права на замок переходили к разным герцогскими линиям.  

### После XVI века
После смерти последнего Штернбергера в 1588 году поместье стало феодом герцога Саксен-Кобургского Иоганна Казимира, который правил Кобургом как представитель Эрнестинской линии Веттинов. Иоганн Казимир, вероятно, в 1592 году перестроил замок в великолепный охотничий домик в стиле ренессанс. В 1618 году была открыта часовня замка. После смерти Иоганна Казимира в 1633 году и дальнейшей смены собственников замок вернулся к Эрнестинской линии в 1826 году. К тому времени эта линия именовалась Саксен-Кобург и Гота. Представители семьи до сих пор владеют замком. 

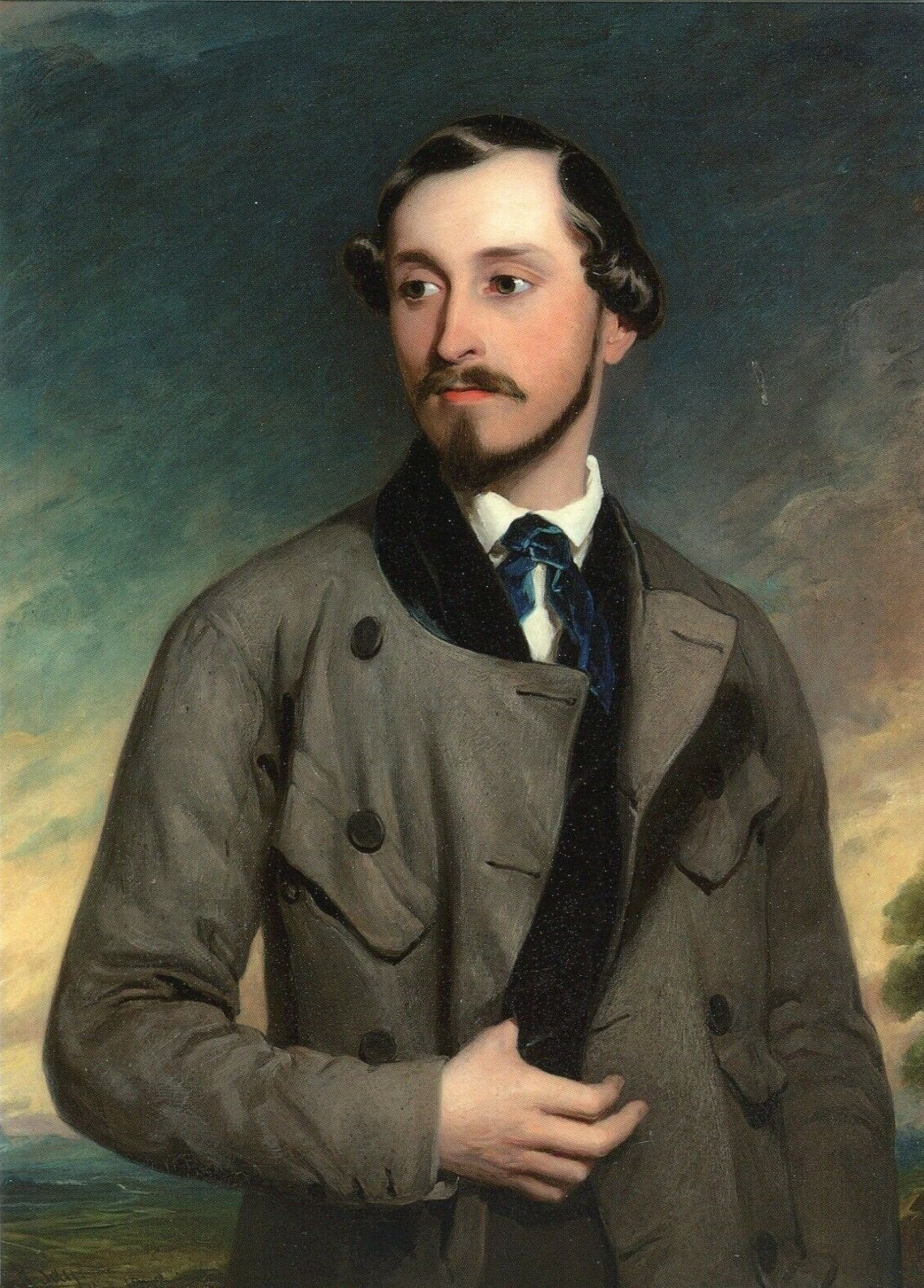
Герцог Эрнст II

Во время правления герцога Эрнста I Саксен-Кобургского и Готского (правил в 1806-1844) произведена реконструкция замка. Его сын Эрнст II (правил в 1844-1893 годах) в 1856-1857 годах продолжил работы в стиле неоготики. Проект подготовил архитектор Георг Конрад Ротбарт. Замок стал летней резиденцией и охотничьим замков.

### XX век
После смерти герцога Эрнста II в 1893 году княгиня Александрина использовала замок как дом престарелых, где она умерла бездетной в 1904 году. В 1905 году её внучатый племянник и последний правящий герцог Карл Эдуард переехал в замок и жил там со своей семьей до 1945 года. Он также проводил реконструкцию. В частности в 1934 была возведена башня, которую в верхней части венчала свастика.
В конце Второй мировой войны замок заняли Американские войска. Позднее он был арендован под театр и дом престарелых. 
В 1957 году в здание переехала женская школа Фонда Матильды Циммер. В 1972 году герцогская семья продала все строения администрации Кобурга. В 1982 году принцу Андреасу удалось обратно приобрести замок через Фонд семьи Герцогов. В течение следующих пятнадцати лет семья восстановила и отреставрировала все здание замка при поддержке муниципальных властей.
В 1997 году замок Калленберг открыл свои двери для публики. С тех пор он остаётся музеем, выставочной площадкой и одновременно герцогской резиденцией семьи Саксен-Кобург-Гота. В зданиях собрана ценная коллекция мебели, картин и фарфора. 
В 2004 году в северо-западном крыле замка разместился Немецкий стрелковый музей.

## Парк
Между 1827 и 1863 годами герцоги Иоганн Казимир, Эрнст I и Эрнст II разбили на обширной территории вокруг замка живописный парк в английском стиле. Здесь нашлось место аллеям, прудам, садам и даже волберам для диких животных. 
После Второй мировой войны парк подвергся значительным изменениям. Сегодня он сильно отличается от первоначальных планов и их прежнего состояния. 

## Кладбища
К юго-западу от замка находится герцогское кладбище для членов Саксен-Кобург-Готского рода, созданное в 1944 году. Ранее представителей семьи хоронили в герцогском мавзолее в Кобурге. 
Кладбище находится на холме и окружено невысокой каменной стеной. К нему ведёт изогнутая лестница. В настоящее время здесь имеется пять мест захоронений. Перед надгробными плитами усопших стоит мощный каменный крест. Здесь захоронены:
- Принц Губерт (похоронен в 1944 году, погиб в авиакатастрофе в 1943 году).
- Герцог Карл Эдуард († 1954)
- Герцогиня Виктория Аделаида († 1970)
- Принцесса Каролина Матильда († 1983)
- Принц Фридрих Иосия († 1998).

На окраине парка на заросшей лесной поляне находится старинное кладбище домашних животных. Примером послужило известное собачье кладбище в Гайд-парке в Лондоне. Первых собак, принадлежавших семье герцога, здесь стали хоронить ещё в 1846 году. До 1896 года были похоронены шесть любимых охотничьих собак герцога Эрнста II, а на могилах разместили надгробные камни, свидетельствующие о любви герцога к своим питомцам.

## Галерея

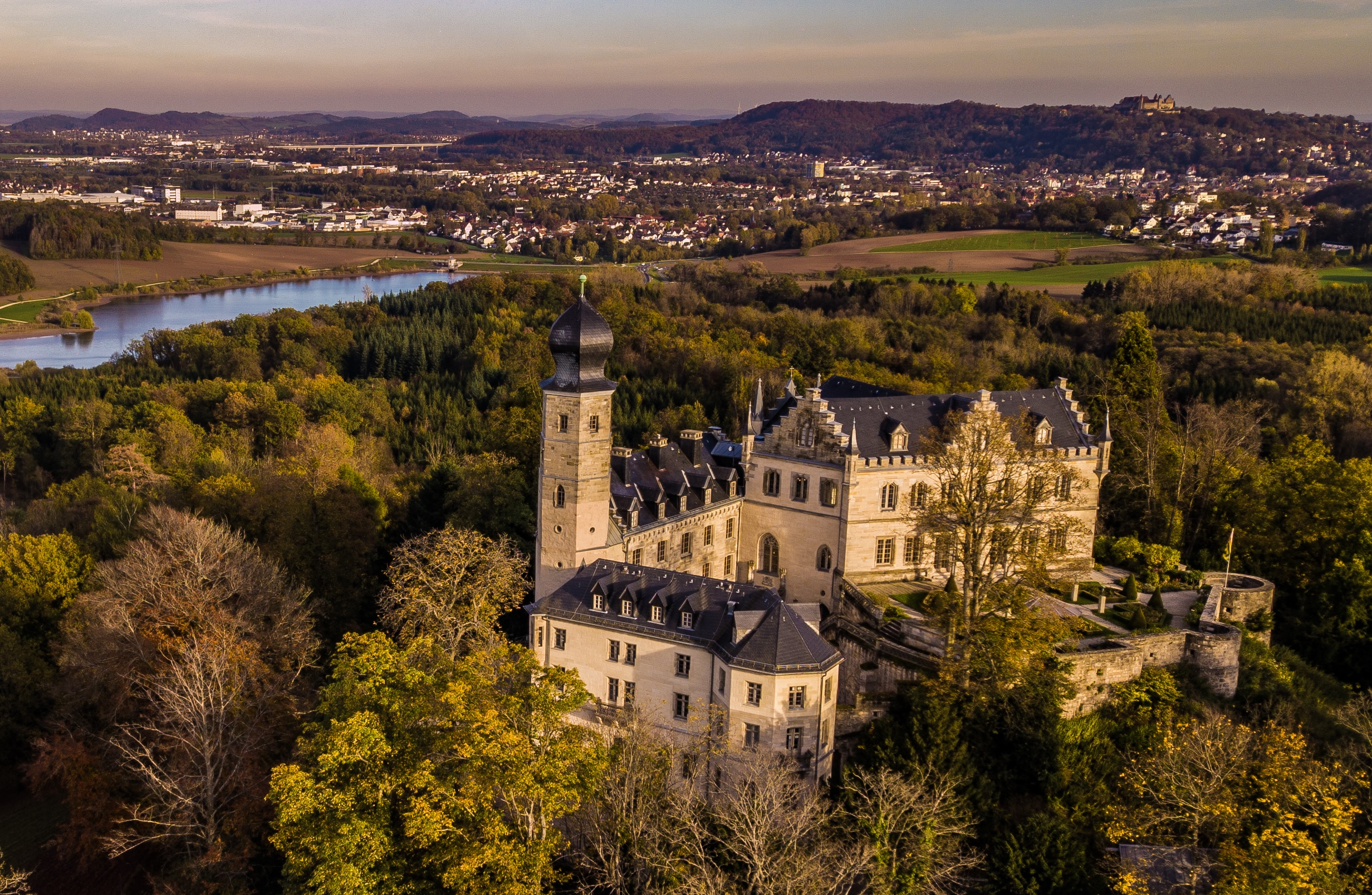
Вид замка Калленберг осенью
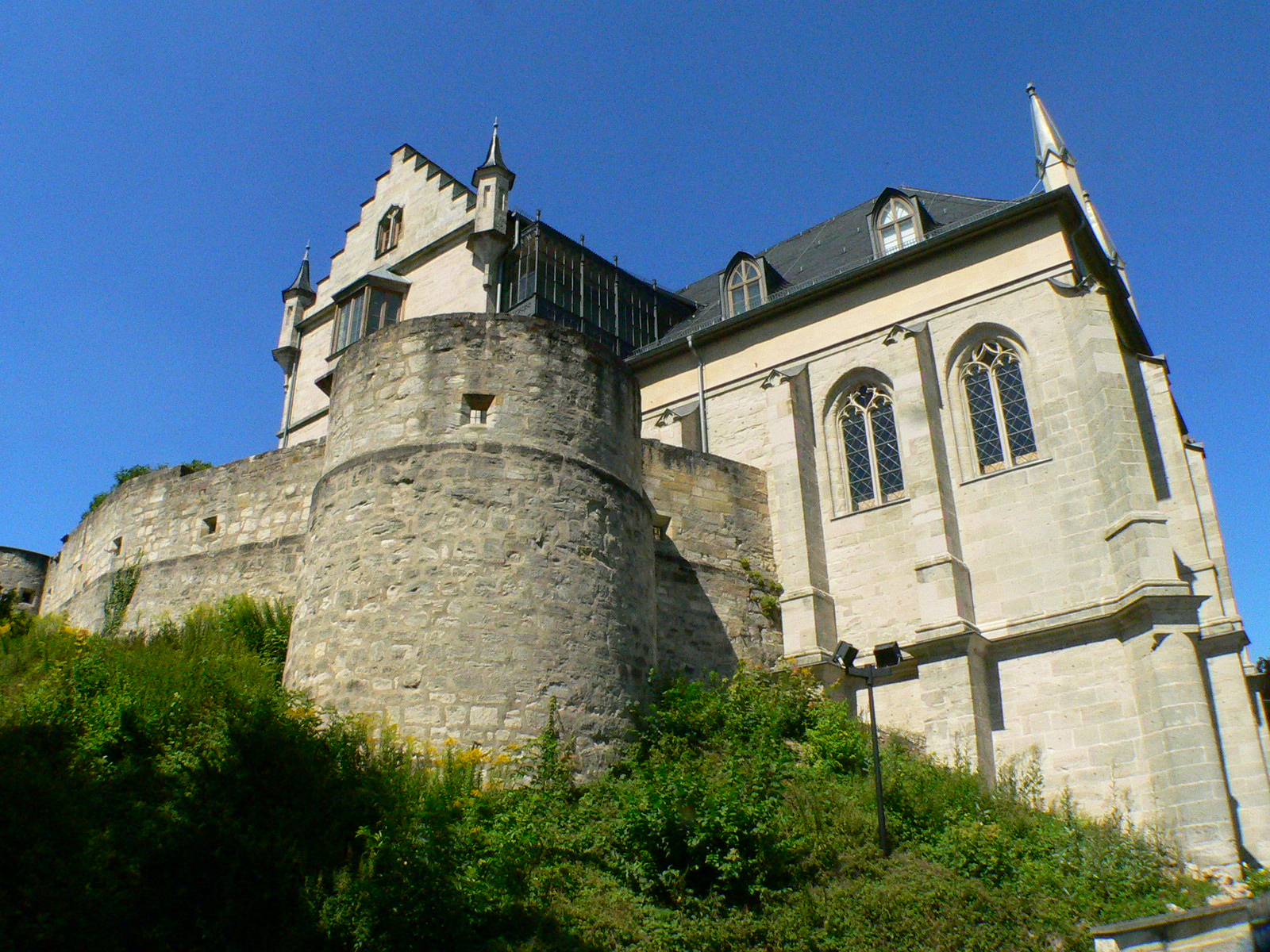
Угловая башня и замковая церковь
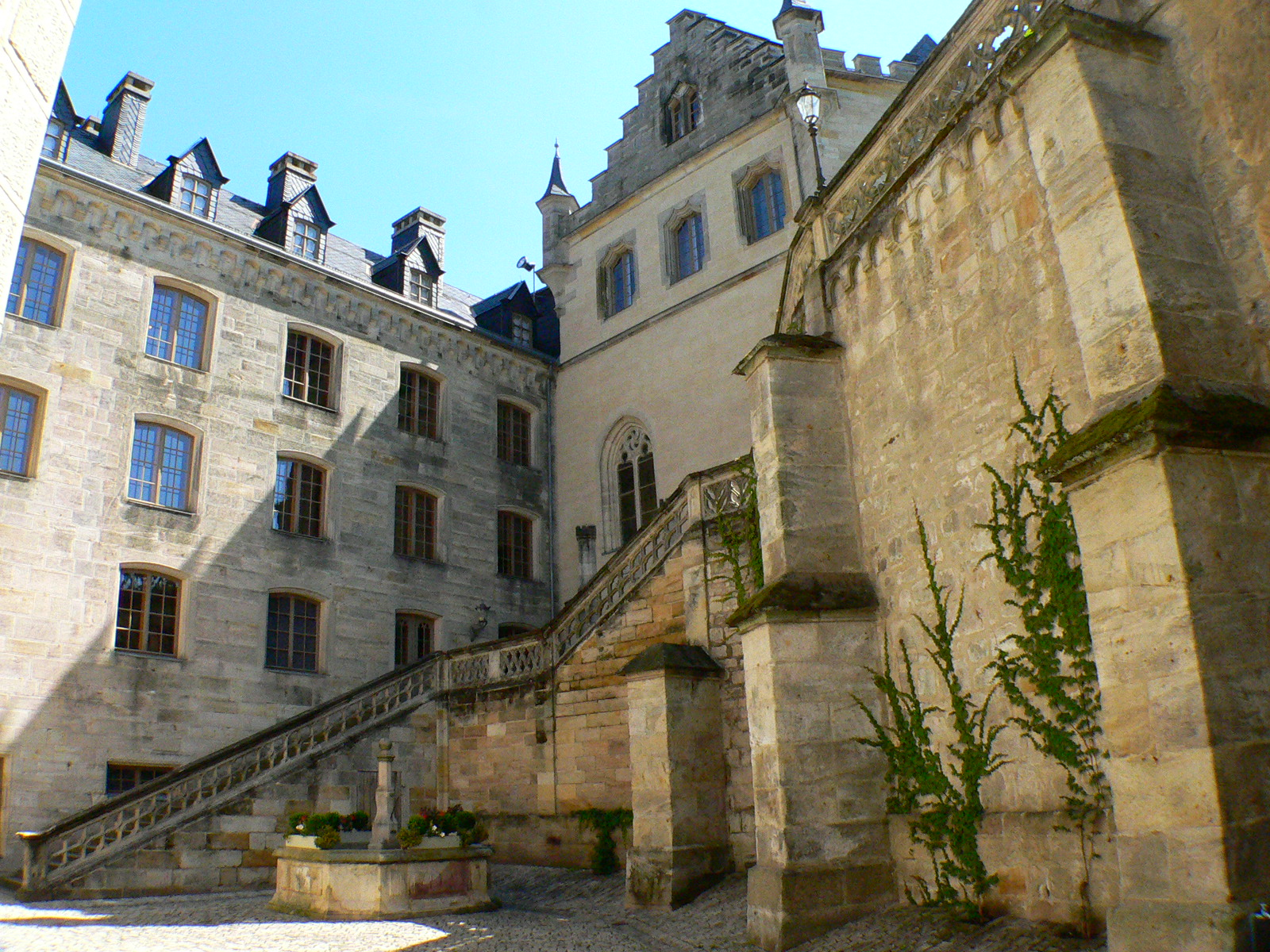
Внутренний двор замка
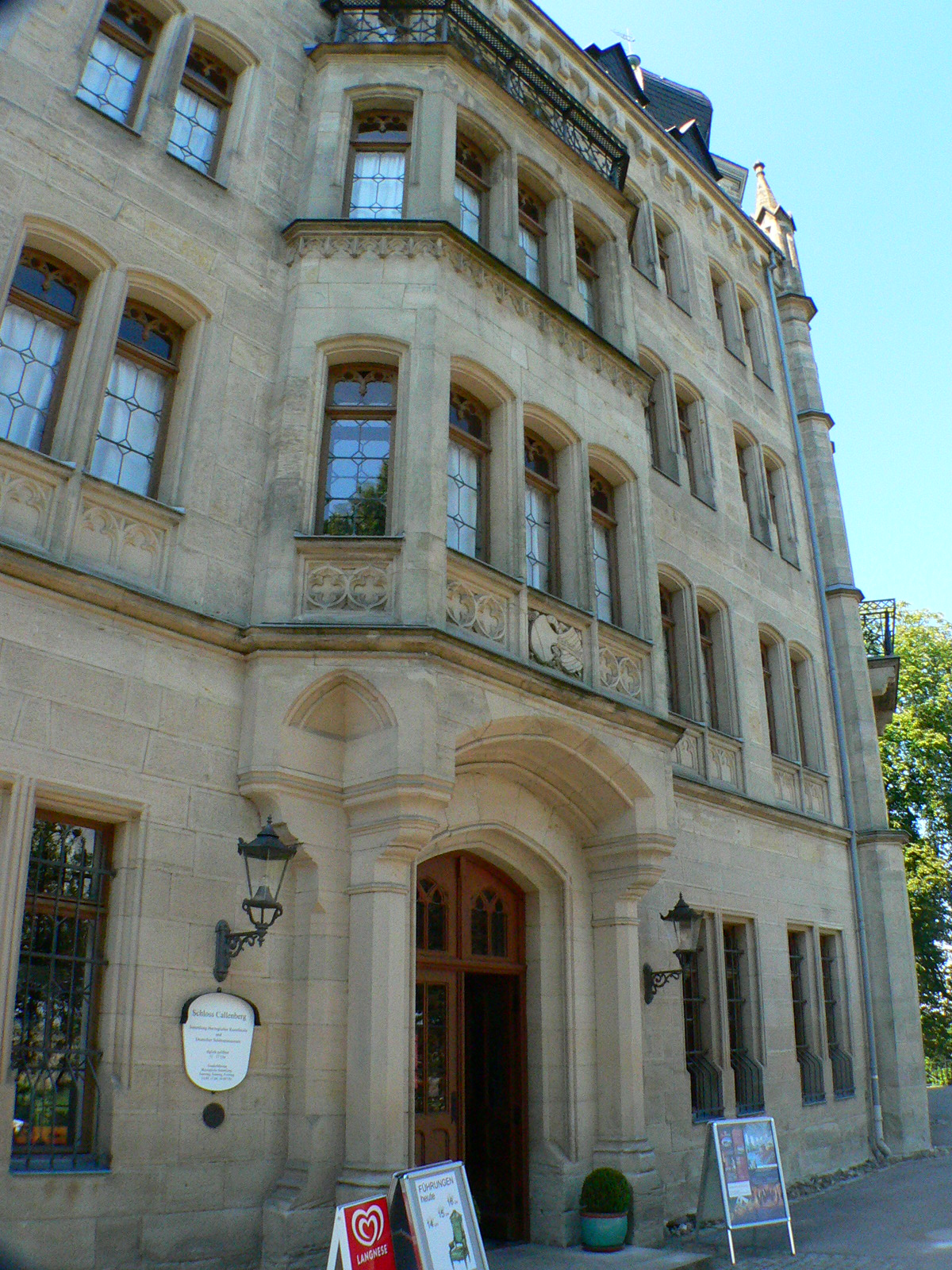
Фасад главной резиденции
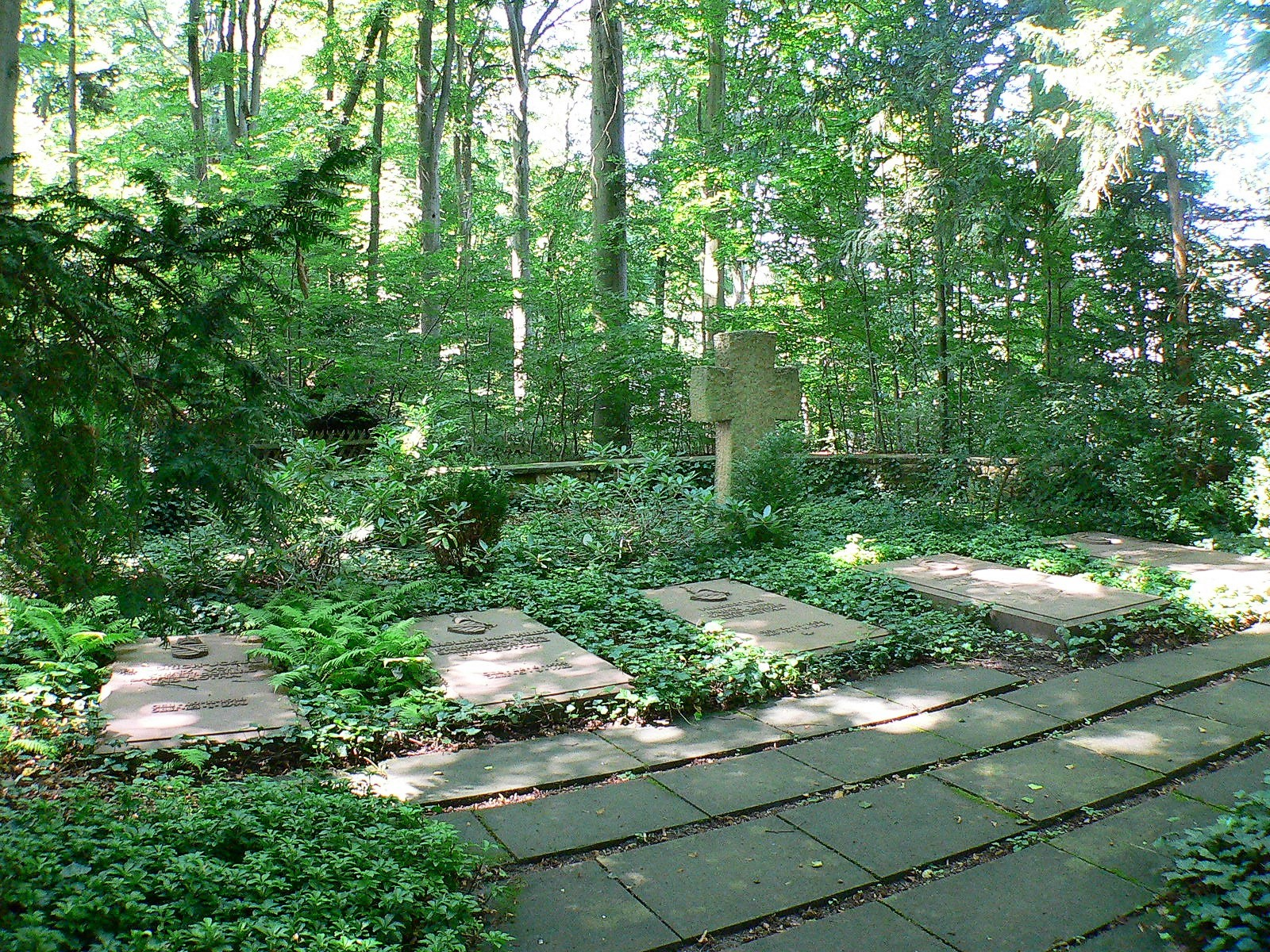
Кладбище представителей рода Саксен-Кобург-Гота